# 1593 w literaturze
Wydarzenia literackie w 1593 roku.

## Nowe książki
- polskie

- zagraniczne
  - William Szekspir - Wenus i Adonis
  - Torquato Tasso - Gerusalemme conquistata (przeróbka Jerozolimy wyzwolonej

## Urodzili się
- 3 kwietnia - George Herbert

## Zmarli
- 30 maja - Christopher Marlowe
- Maciej Stryjkowski